# Mesozoa
I mesozoi (dal greco μέσος medio e ζῶον animale) sono organismi a metà strada fra i protisti unicellulari ed i metazoi, il cui nome stesso vuol sottolineare la condizione di primitività del phylum. Si tratta di organismi pluricellari dalla non chiara origine evolutiva, ma molto probabilmente ciliati, ritenuti come una via verso la pluricellularità meno vincente rispetto a quella degli eumetazoi.

## Rapporti evolutivi
Fino a non molto tempo fa si riteneva che i mesozoi fossero dei platelminti estremamente regrediti in rapporto alla vita parassitaria, ma questa teoria non è oggi ritenuta plausibile per i caratteri di forte primitività. All'avvicinamento dei mesozoi ai protisti rispetto ai platelminti convergono anche studi biochimici ed embriologici, ad esempio manca lo stadio di gastrula e lo sviluppo procede fino alla morula (vengono chiamati anche moruloidei o planuloidei). Questo non sta a significare che i mesozoi siano un anello di congiunzione fra protisti e metazoi, ma piuttosto un vicolo cieco dell'evoluzione della pluricellularità a partire dai ciliati anziché, come forse è successo per gli altri animali, dai flagellati.

## Descrizione
Si tratta di animali vermiformi, lunghi fino a 7 mm, di solito molto più piccoli, privi di apparati circolatorio, nervoso ed escretore, costituiti da un numero limitato di cellule costante da specie a specie (fenomeno di eutelia). Le cellule sono disposte in due strati: uno interno, rappresentato da un numero variabile di cellule allungate a funzione riproduttiva (cellule assiali), ed uno esterno, ciliato, deputato al movimento e alla digestione (somatoderma).

## Ciclo vitale
Il ciclo vitale dei Mesozoi presenta due fasi ben differenziate (metagenesi): gli adulti vermiformi si trovano soprattutto nei sacchi urinari dei cefalopodi bentonici e possiedono un tipico aspetto allungato, essendo costituiti da una a 10 cellule riproduttive oblunghe (cellule assiali), circondate da un manicotto di 20-30 cellule cigliate esterne, che rappresentano il soma. Nell'ospite si riproducono asessualmente e, quando la densità diviene eccessiva, producono gameti che danno luogo a una generazione larvale che fuoriesce e va ad insediarsi in un nuovo ospite.
Sono parassiti endocellulari o endocavitari di invertebrati marini, ermafroditi, riproducentisi sia sessualmente che asessualmente, divisi in due ripartizioni comprendenti organismi piuttosto diversi, le cui affinità vengono talora messe in discussione.

## Classificazione
- Phylum Mesozoa (Mesozoi)
  - Rhombozoa (Rombozoi)
  - Orthonectida (Ortonettidi)